# Гаранькіно
Гара́нькіно (Верхній Муктомір, рос. Гаранькино) — присілок в Граховському районі Удмуртії, Росія.

## Населення
Населення — 17 осіб (2010; 35 у 2002).
Національний склад станом на 2002 рік:
- росіяни — 54 %
- кряшени — 26 %

## Історія
За даними 10-ї ревізії 1859 року в присілку було 18 дворів і проживало 132 особи. До 1921 року присілок входило до складу Граховської волості Єлабузького повіту, потім — Можгинського повіту. 1924 року присілок відійшов до складу Верхньоігринської сільської ради.

## Урбаноніми[3]
- вулиці — Гаранькінська